# Seamus Costello
Seamus Costello (en gaèlic irlandès: Séamus Mac Coisdealbha) (Bray, 1939 - Dublín, 5 d'octubre de 1977) va ser un polític republicà i socialista irlandès, líder del Sinn Féin i de l'IRA, de l'IRA oficial i, posteriorment, fundador i líder del Partit Socialista Republicà Irlandès (IRSP) i de l'Exèrcit d'Alliberament Nacional Irlandès (INLA).
Va defensar una síntesi política de socialisme i republicanisme irlandès. Va ser víctima d'un atemptat dels seus antics companys a l'IRA oficial.

## Joventut i campanya de fronteres de l'IRA
Nascut a Bray, al comtat de Wicklow, deixà l'escola als 15 anys i treballà de mecànic i venedor de cotxes. Després de ser membre de Fianna Éireann durant l'adolescència, als 16 anys es va unir al Sinn Féin i a l'Exèrcit Republicà Irlandès. Al cap d'un any, comandava una unitat al sud del comtat de Derry durant la campanya de fronteres, on les seves habilitats de lideratge i accions com l'atac que va incendiar del jutjat de Magherafelt li van valer el sobrenom de «The boy general». Va ser arrestat a Glencree, al comtat de Wicklow, el 1957 i condemnat a sis mesos a la presó de Mountjoy. En ser alliberat, va ser internat immediatament al camp de presoners de Curragh durant dos anys.
Després de passar el temps a la presó estudiant, especialment moviments d'alliberament nacional com la lluita vietnamita per la independència., i participar en l'organització de fugues com les dels líder Ruairí Ó Brádaigh i Dáithí Ó Conaill, reingressà al servei actiu a l'IRA en sortir del captiveri. Costello va esdevenir Adjutant General, primer, i posteriorment Director d'operacions de l'IRA.

## Activisme polític
Paral·lelament, treballà políticament al Sinn Fein al comtat de Wicklow, on esdevingué regidor del districte de Bray i conseller del comtat de Wicklow. Durant el seu exercici encapçalà una exitosa campanya per impedir la privatització de les platges de la badia de Brittas, i defensà els pescadors tradicionals de Limerick i Clare.
El 1969, amb l'aparició del moviment pels drets civils al Nord d'Irlanda, i els atacs massius unionistes contra la comunitat nacionalista a Derry i Belfast, l'IRA i el moviment republicà es van dividir en dues branques, l'Official, partidària d'una política de masses de tarannà socialista, i que abandonà el tradicional abstencionisme, i la Provisional, partidària de reforçar la lluita armada i mantenir l'abstencionisme i menys inclinada a plantejaments socialistes. Costello es mantingué a l'IRA Oficial (OIRA) i al Sinn Fein Oficial (OSF) i es mostrà crític amb els posicionaments que plantejaven una contradicció entre alliberament d'Irlanda i Socialisme. Però aviat entraria en conflicte amb la direcció, Costello es va oposar a la treva de 1972, en entendre que calia mantenir la lluita armada contra els britànics a Irlanda del Nord. El 1974 fou jutjat per un 'tribunal militar' de l'IRA Oficial i expulsat de l'organització. Va ser destituït del Sinn Fein Oficial el 1974 després que la direcció de impedís als seus partidaris assistir a la convenció del partit. El mateix any tornaria a presentar-se a les eleccions locals on guanyaria altre cop els escons al Consell del Comtat de Wicklow i al Consell del Districte Urbà de Bray.

## Fundació de l'IRSP i l'INLA
Vegeu Partit Socialista Republicà Irlandès i Irish National Liberation Army.
En una reunió a prop de Dublín, el 8 de desembre de 1974, es fundà el Partit Socialista Republicà Irlandès (IRSP), que agrupava republicans, socialistes i sindicalistes amb Costello com a president, i figures destacades de l'esquerra irlandesa com Bernadette Devlin.
En una reunió clandestina més tard el mateix dia, es va formar el que seria l'Exèrcit d'Alliberament Nacional Irlandès (INLA) amb Costello com a Cap d'Estat Major, tot i que la seva existència es va mantenir en secret durant un temps. El nou grup pretenia combinar la política d'esquerres amb la lluita armada contra les forces de seguretat britàniques a Irlanda del Nord.
En una conferència de premsa, cinc dies després, Costello explicava com l’IRSP intentaria construir un “front ampli” sobre la base d’exigir una declaració d’intencions britànica per retirar-se d’Irlanda del Nord, l’alliberament de tots els interns i els presos polítics condemnats, abolir tota legislació repressiva, prohibir tota mena de discriminació i l'acord per compensar el poble irlandès per l'explotació que ha patit. En la declaració, Costello va resumir l'estratègia del "front ampli": "La política del partit socialista republicà irlandès haurà de buscar una aliança activa activa de totes les forces radicals dins del context del Front ampli per tal d’assegurar l’èxit final de la classe obrera irlandesa en la seva lluita pel socialisme." 
El juliol de 1976, Costello va ser substituït com a cap màxim de l'INLA, tot i que encara exercia una influència considerable dins del moviment, mantenint la seva posició de president de l'IRSP.
El nou moviment republicà socialista es trobà des del primer moment amb un dur enfrontament amb l'IRA Oficial, que actuà amb molta violència per liquidar el nou grup i evitar que seguís creixent a costa dels seus membres. L'enfrontament entre els dues faccions acabà amb la mort d'activistes dels dos bàndols, fins a l'assoliment d'una precària treva. Malgrat les diferències ideològiques amb l'IRA Provisional, en canvi, Costello pensà que era possible col·laborar-hi en l'estratègia del Front Ampli.

## Mort
El 5 d'octubre de 1977 Costello va ser assassinat a trets amb una escopeta mentre estava assegut al seu cotxe a l'avinguda Northbrook, a Dublín, es creu que per part d'un membre de l'IRA oficial, Jim Flynn, que seria mort 5 anys després, possiblement per l'INLA. L'IRSP i algunes fonts parlaren d'una possible implicació dels serveis britànics per a encendre disputes internes entre republicans i eliminar un destacat líder republicà.
Al funeral de Seamus Costello van assistir Ruairí Ó Brádaigh, l’aleshores president del Sinn Féin (Provisional), Michael O'Riordan del Partit Comunista d’Irlanda, Bernadette Devlin McAliskey i els regidors de Wicklow Liam Kavanagh (laborista), Ciarán Murphy (Fianna Fáil) i Godfrey Timmins (Fine Gael). En l'acte, l'ex senadora Nora Connolly O'Brien, filla de l'històric líder de l'alçament de Pasqua James Connolly, presidí el funeral i va pronunciar una oració lloant Seamus Costello.
Costello estava casat amb Maeliosa i tenia quatre fills: Caoilfionn, Fionan, Aoibhin i Ronan.

## Obres
Costello, S. Revolutionary Works, Recull de textos, parlaments i articles. (Foreign Languages Press, Utrecht, 2018)